# Герб Фінляндії
Герб Фінля́ндії — коронований золотий лев на червленому полі; його права передня лапа замінена рукою в обладунку, що тримає срібний меч із золотим держаком. Лев зневажає задніми лапами срібну шаблю з золотим держаком. Щит усіяний дев'ятьма срібними трояндами. Офіційно вживається тільки від 1978, хоча з'явився вперше близько 1580 року.
На національному гербі зображений коронований лев, що стоїть в червоному полі. Лев у правій передній лапі, одягненій у латну рукавичку, тримає піднятий меч і топче вигнуту шаблю. Лев, корона, руків'я меча та шаблі, а також стики рукавички золоті. Леза й рукавичка срібні. Поле прикрашено дев'ятьма срібними розетками. Дев'ять розеток мають декоративну функцію, хоча вони помилково інтерпретувалися як посилання до дев'яти історичних провінцій Фінляндії. Варто відзначити, що число розеток протягом століть змінювалося.

## Історія герба
Коли шведський король Юган III отримав титул Великого герцога Фінляндії та Карелії, що скоротився до «Великого герцога Фінляндії» 1577 року (або незабаром після цього), лев почав тісно асоціюватися з Фінляндією. 1581 року король затвердив великогерцогський герб, утворений з гербів Фолькунгів і Карелії: унаслідок один із мечів опинився в передній лапі лева, а інший — під задніми лапами. Два мечі були запозичені від герба Карелії, перше відоме публічне виставляння якого мало місце на прапорі на похоронах короля Густава I в 1560 році.
Передбачається, що прямий меч на гербі вказує на німецький тип прямого клинка, а вигнута шабля — на татарський тип зброї воїнів Івана Грозного.

Герби в гробниці Густава I (Кафедральний собор Уппсали, Швеція)
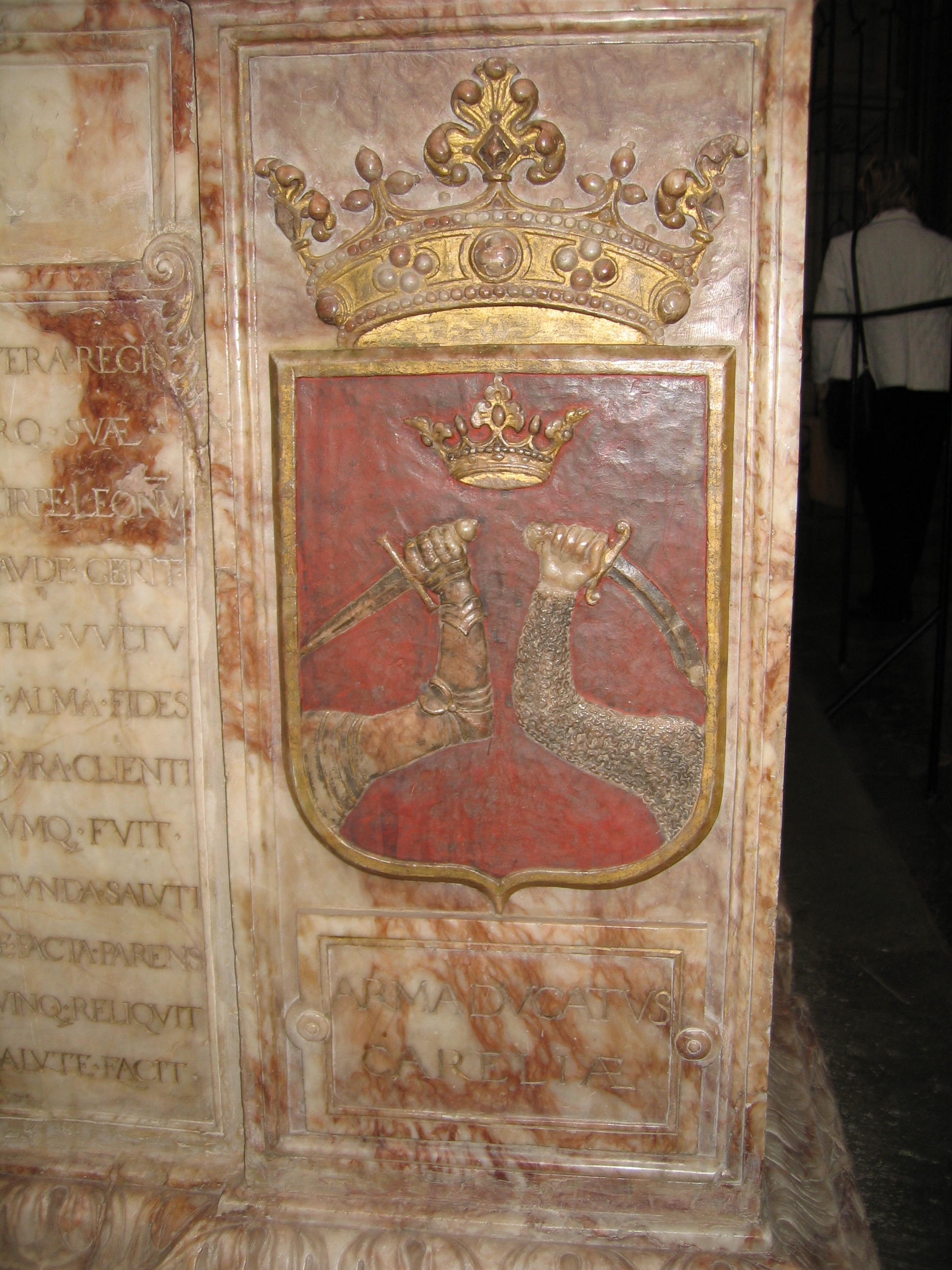
Герб Карелії
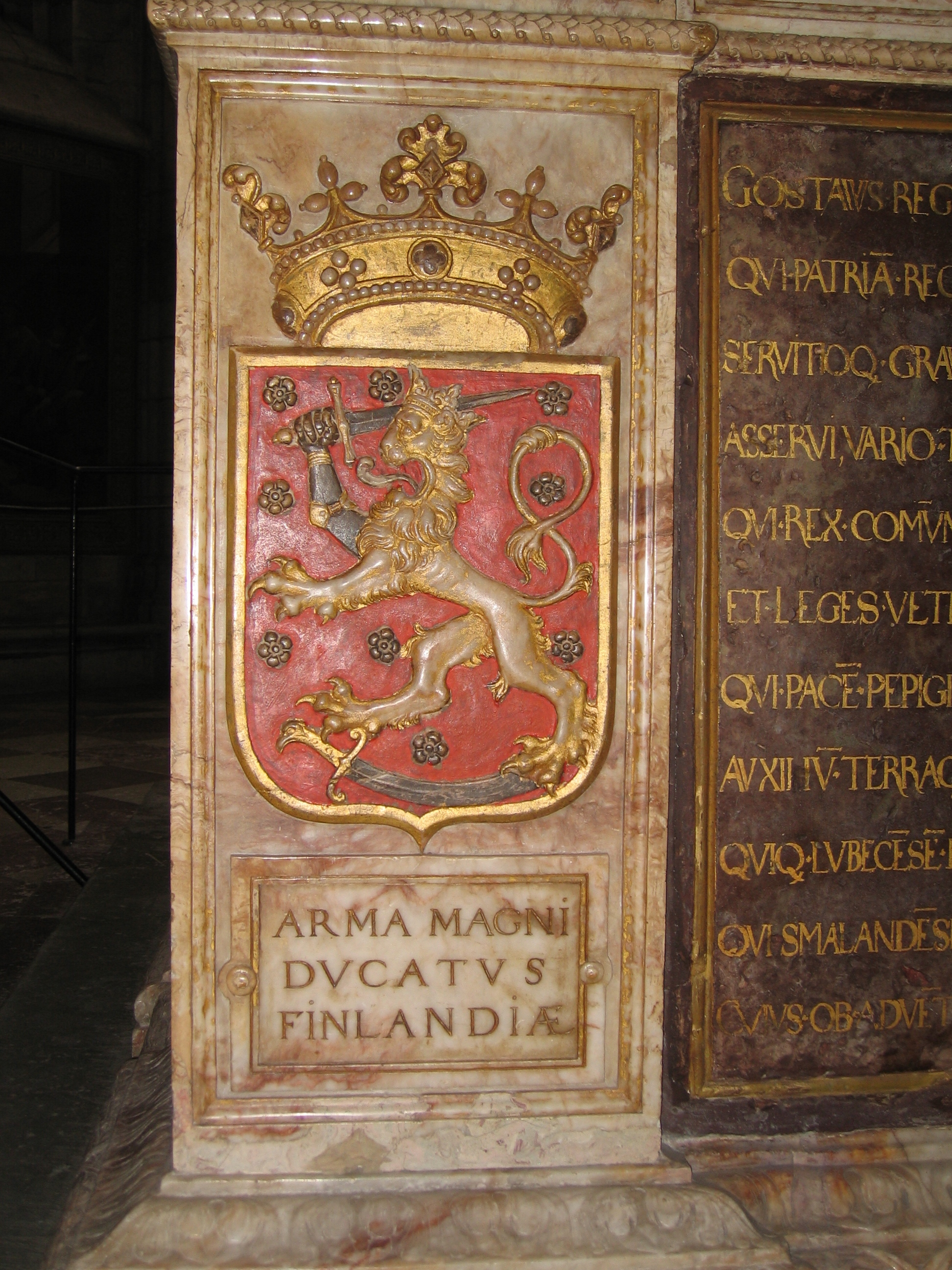
Герб Фінляндії

### Герб Фінляндії в складі Російської імперії

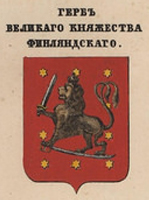
Герб Великого князівства Фінляндського в складі Російської імперії, 26 жовтня 1809 року

Коли Фінляндія була перетворена на Велике князівство (унаслідок Російсько-шведської війни 1808—1809 років), влада обрала версію лева, створену Еліасом Бреннером, як модель для нового герба Великого князівства Фінляндського, автономної держави, підпорядкованої Російській імперії. 26 жовтня 1809 року він був офіційно затверджений як герб Великого князівства: «Щит має червоне поле, укрите срібними розетами, у якому намальований золотий лев із золотою короною на голові, що стоїть на срібній шаблі, яку підтримує лівою лапою, а в правій тримає срібний меч, піднятий угору».
Під час реформи герба 8 грудня 1856 року затверджено титульний герб Великого князя Фінляндського для імператора. Лева стали малювати таким, що опирається на шаблю однією лапою. Щит вінчала так звана «фінляндська корона», спеціально вигадана для цього герба. Фіни ж цю корону не визнали й замінили її великогерцогською. Існував і повний варіант герба, на якому фінський щит (під короною) розміщувався на грудях російського двоголового орла.
1886 року прийнято чинний варіант герба Фінляндії, з короною на щиті, яка є відповідником княжій німецькій.

### Проєкт великого герба

Незатверджений проєкт великого герба 1936 року

Деякий час після затвердження герб Фінляндії був предметом дискусій стосовно заміни малюнку лева на ведмедя, який займав важливе місце в національному фольклорі й культурі. Ведмідь також був символом Північної Фінляндії. За деякими припущеннями, рись, а не лев розміщений на гербі́ Фінляндії.
Супротивники цієї пропозиції звертали увагу на те, що ведмідь історично вважався символом Росії. 1936 року для врегулювання питання пропонувалося навіть прийняти два герби: малий і великий, при цьому зображення лева мало лишитися на обох гербах, але на великому з'являлися два ведмеді-щитотримачі, які стояли на хвойних гілках з девізом «vapaa, vankka, vakaa» (вільна, міцна, стійка). Таким чином ведмедя долучали до національної геральдики без нехтування традиційним левом, але проєкт не було затверджено, і надалі він не розвивався.